# 줄리엣 오브리
줄리엣 오브리(Juliet Aubrey, 1966년 12월 17일 ~ )는 잉글랜드의 배우이다.

## 출연작
- 웰컴 투 사라예보
- 프라이미벌